# Iglesia de la Asunción de Nuestra Señora (Oliete)
La Iglesia de la Asunción de Nuestra Señora es una iglesia de Oliete.

## Historia
Es el tercer templo que se yergue en el solar, el primero de ellos fue San Bartolomé, primera parroquia de Oliete. El templo actual se construyó entre 1689, cuando se colocó la primera piedra por parte del arzobispo de Zaragoza, Antonio Ibáñez de la Riva, y 1693, cuando fue consagrado.

## Descripción
Es de planta basilical, con tres naves y cuatro tramos, las naves se separan por potentes pilares formados por cuatro pilastras.